# Kang (Familienname)
Kang ist ein koreanischer und chinesischer Familienname.

## Namensträger

### Koreanischer Familienname (강; 姜)
- Kang Bok-seung (* 1970), südkoreanische Badmintonspielerin
- Kang Bong-chil (* 1943), nordkoreanischer Fußballspieler
- Kang Bong-jun (* 1990), südkoreanischer Fußballspieler
- Kang Chae-rim (* 1998), südkoreanische Fußballspielerin
- Kang Chae-young (* 1996), südkoreanische Bogenschützin
- Kang Chang-gi (1927–2007), südkoreanischer Fußballspieler
- Kang Chil-gu (* 1984), südkoreanischer Skispringer
- Kang Cho-hyun (* 1982), südkoreanische Sportschützin
- Kang Chol-hwan (* um 1967), südkoreanischer Journalist und nordkoreanischer Flüchtling
- Kang Chol (?), Abgesandter Nordkoreas in Malaysia (2017)
- Kang Chul (* 1971), südkoreanischer Fußballspieler
- Kang Da-seul (* 1992), südkoreanische Leichtathletin
- Kang Deuk-soo (* 1961), südkoreanischer Fußballspieler
- Kang Dong-jin (* 1987), südkoreanischer Bahnradsportler
- Kang Dong-koong (* 1980), südkoreanischer Karambolagespieler
- Kang Dong-soo, (* 1994), südkoreanischer Tischtennisspieler
- Kang Don-yun (* 1989), südkoreanischer Go-Spieler
- Kang Eun-gyo (* 1945), südkoreanische Schriftstellerin
- Kang Eun-seo (* 1999), südkoreanische Handballspielerin
- Kang Ga-ae (* 1990), südkoreanische Fußballtorhüterin
- Kang Gwang-song (* 1956), nordkoreanischer Kunstturner
- Kang Hae-won (* 1986), südkoreanische Badmintonspielerin
- Kang Haeng-suk (* 1961), südkoreanische Badmintonspielerin
- Kang Han-na (* 1989), südkoreanische Schauspielerin
- Kang Hee-chan (* 1970), südkoreanischer Tischtennisspieler
- Kang Hye-jeong (* 1982), südkoreanische Schauspielerin
- Kang Ho-dong (* 1970), ehemaliger Ssireum-Kämpfer und Comedian
- Kang Hyo-jung, südkoreanische Balletttänzerin
- Kang Hyun (* 1998), südkoreanischer Fußballspieler
- Kang In-chol (* 1975), nordkoreanischer Fußballschiedsrichter
- Kang In-hyok (* 1992), nordkoreanischer Eishockeyspieler
- Kang Jae-won (* 1965), südkoreanischer Handballspieler und -trainer
- Kang Je-gyu (* 1962), südkoreanischer Filmregisseur
- Kang Jinmo (* 1956), südkoreanischer Bildhauer und Male
- Kang Ji-wook (* 1992), südkoreanischer Badmintonspieler
- Kang Jin-hyok (* 1985), nordkoreanischer Fußballspieler
- Kang Kek Lev (1942–2020), kambodschanischer Roter Khmer, siehe Kaing Guek Eav
- Kang Kwan-ju (* 1930), nordkoreanischer Politiker
- Kang Kwang-bae (* 1973), südkoreanischer Skeletonpilot und Bobfahrer
- Kang Kyeong-hwa (* 1955), südkoreanische Diplomatin und Politikerin
- Kang Kyŏng-ae (1906–1943), koreanische Schriftstellerin
- Kang Kyung-jin (* 1973), südkoreanischer Badmintonspieler
- Kang Kyung-min (* 1996), südkoreanische Handballspielerin
- Kang Man-gum (* 1992), nordkoreanischer Eishockeyspieler
- Kang Min-hyuk (Fußballspieler) (* 1982), südkoreanischer Fußballspieler
- Kang Min-hyuk (Musiker) (* 1991), südkoreanischer Musiker und Schauspieler
- Kang Min-hyuk (Badminton) (* 1999), südkoreanischer Badmintonspieler
- Kang Min-soo (* 1986), südkoreanischer Fußballspieler
- Kang Min-wan (* 2000), nordkoreanischer Eishockeyspieler
- Kang Moon-suk (* 1965), südkoreanische Moderatorin
- Kang Na-ru (* 1983), südkoreanische Weit- und Dreispringerin
- Kang Ni Choo (* 1994), malaysische Diskuswerferin
- Kang Ok-sun (* 1946), nordkoreanische Volleyballspielerin
- Kang Pan-sok (1892–1932), Mutter des nordkoreanischen Diktators Kim Il-sung
- Kang Ryang-uk (1904–1983), nordkoreanischer Geistlicher und Politiker
- Kang Ryong-woon (* 1942), nordkoreanischer Fußballspieler
- Kang Sang-woo (* 1993), südkoreanischer Fußballspieler
- Kang Seo-ha (1994–2025), südkoreanische Schauspielerin
- Kang Seo-kyung (* 1989), südkoreanische Tennisspielerin
- Kang Seong-jin (Schauspieler) (* 1971), südkoreanischer Schauspieler
- Kang Seong-jin (Fußballspieler) (* 2003), südkoreanischer Fußballspieler
- Kang Seul-gi (* 1994), südkoreanische Sängerin, siehe Seulgi
- Kang Sok-ju (1939–2016), nordkoreanischer Politiker
- Kang Sok-kyong (* 1951), südkoreanische Schriftstellerin
- Kang Song-il (* 1994), nordkoreanischer Skirennläufer
- Kang Song-san (1931–2007), nordkoreanischer Politiker
- Kang Soo-il (* 1987), südkoreanischer Fußballspieler
- Kang Soo-youn (1966–2022), südkoreanische Schauspielerin
- Kang Soon-duk (* 1974), südkoreanische Langstreckenläuferin
- Kang Sue-jin (* 1967), südkoreanische Balletttänzerin
- Kang Tae Hwan (* 1944), südkoreanischer Jazz- und Improvisationsmusiker
- Kang Woo-seok (* 1960), südkoreanischer Regisseur
- Kang Ye-won (* 1980), südkoreanische Schauspielerin
- Kang Yong-gyun (* 1974), nordkoreanischer Ringer
- Kang Yong-hŭl (Kang Younghill; 1898–1972), koreanisch-amerikanischer Schriftsteller
- Kang Yoon-seok (Eishockeyspieler) (* 1992), südkoreanischer Eishockeyspieler
- Kang Yoon-seok (Fußballspieler) (* 2005), südkoreanischer Fußballspieler
- Kang Young-hoon (1922–2016), südkoreanischer Politiker
- Kang Young-mi (* 1985), südkoreanische Fechterin
- Kang Young-sin (* ~1945), südkoreanische Badmintonspielerin
- Kang Young-sook (* 1967), südkoreanische Schriftstellerin
- Kang Yun-mi (Shorttrackerin) (* 1988), südkoreanische Shorttrackerin
- Kang Yun-mi (Turnerin) (* 1988), nordkoreanische Turnerin

### Chinesischer Familienname (康)
- Kang Chia-yi (* 1963), taiwanische Badmintonspielerin
- Kang Ding († 1199 v. Chr.), chinesischer König
- Kang Jiaqi (* 1997), chinesische Tennisspielerin
- Kang Jun (* 1990), chinesischer Badmintonspieler
- Kang Rixin (* 1953), chinesischer Manager der Nationalen Nuklear-Behörde Chinas (CNNC) und Politiker
- Kang Sheng (1898–1975), chinesischer Politiker
- Kang Youwei (1858–1927), chinesischer Reformer, Pädagoge und Philosoph
- Kang Yue (* 1991), chinesische Gewichtheberin

### Weitere
- Angela Kang (* 1976), US-amerikanische Fernsehproduzentin, Drehbuchautorin und Showrunnerin
- Calvin Kang Li Loong (* 1990), singapurischer Sprinter
- Catherine Kang (* 1987), zentralafrikanische Taekwondoin
- Clara-Jumi Kang (* 1987), deutsche Geigerin
- Eyvind Kang (* 1971), US-amerikanischer Komponist und Multiinstrumentalist
- Gagandeep Kang (* 1962), indische Virologin
- Heidi Kang (* 1939), deutsch-koreanische Germanistin, Übersetzerin, Herausgeberin und Schriftstellerin
- Michael Kang (* 1949), US-amerikanischer Karambolagespieler
- Muk Kang (* 1979), südkoreanischer American-Football-Spieler
- Peter Kang U-il (* 1945), südkoreanischer Geistlicher, Bischof von Cheju
- Philip Kang (* 1948), koreanischer Opernsänger (Bass)
- Shao Kang (lebte im 21. und 20. Jahrhundert v. Chr.), König von China
- Shin-Heae Kang (* 1987), deutsche Pianistin
- Soogi Kang (* 1957), Schauspielerin
- Sukhdev Singh Kang (1931–2012), indischer Jurist und Politiker
- Sung Kang (* 1972), US-amerikanischer Schauspieler
- Tim Kang (* 1973), US-amerikanischer Schauspieler
- You-Il Kang (* 1953), südkoreanische Schriftstellerin